# Braulio E. Dujali
Braulio E. Dujali is een gemeente in de Filipijnse provincie Davao del Norte op het eiland Mindanao. Bij de laatste census in 2007 had de gemeente bijna 25 duizend inwoners.

## Geografie

### Bestuurlijke indeling
Braulio E. Dujali is onderverdeeld in de volgende 5 barangays:
| - Cabay-Angan - Dujali - Magupising - New Casay - Tanglaw |

## Demografie
Braulio E. Dujali had bij de census van 2007 een inwoneraantal van 24.886 mensen. Dit zijn 6.836 mensen (37,9%) meer dan bij de vorige census van 2000. De gemiddelde jaarlijkse groei komt daarmee uit op 4,53%, hetgeen hoger is dan het landelijk jaarlijks gemiddelde over deze periode (2,04%). Vergeleken met de census van 1995 is het aantal mensen met 10.568 (73,8%) toegenomen.

De bevolkingsdichtheid van Braulio E. Dujali was ten tijde van de laatste census, met 24.886 inwoners op 91 km², 273,5 mensen per km².